# Bernard Stonehouse
Bernard Stonehouse (* 1. Mai 1926 in Kingston upon Hull; † 12. November 2014) war ein britischer Zoologe und Sachbuchautor, der sich der Polarforschung und dem Verhalten von Pinguinen im Speziellen widmete. 1953 war er Preisträger der Polar Medal.

## Leben
Stonehouse besuchte die Hull Grammar School, bevor er 1944 in die Royal Navy eintrat und von 1946 bis 1950 als Marinepilot zur Falkland Islands Dependencies Survey (später in British Antarctic Survey umbenannt) abgestellt wurde.
Nach seiner Rückkehr nach Großbritannien im Jahr 1950 studierte Stonehouse Zoologie und Geologie am University College London, wo er 1953 seinen Bachelor of Science erwarb. 1957 wurde er unter der Leitung von David Lack mit der Dissertation Breeding behaviour in the genus Aptenodytes, with particular reference to Aptenodytes patagonica am Edward Grey Institute of Field Ornithology und am Merton College der University of Oxford zum Ph.D. promoviert. Im Rahmen seines Doktoratsstudiums erforschte er 18 Monate lang Königspinguine auf Südgeorgien.
Von 1957 bis 1959 leitete er die Expedition zur Einhundertjahrfeier der British Ornithologists’ Union zur Insel Ascension. Von 1960 bis 1968 arbeitete Stonehouse als Senior Lecturer an der University of Canterbury in Christchurch, Neuseeland und später an der University of British Columbia, der University of Bradford und, als Herausgeber der Zeitschrift Polar Record am Scott Polar Research Institute (Teil der University of Cambridge). 1992 ging er in den Ruhestand, blieb aber weiterhin als leitender Mitarbeiter tätig, gründete die Polar Ecology and Management Group des Instituts und förderte den Antarktis-Tourismus.
Mit Ausnahme des Galápagos-Pinguins konnte Stonehouse alle bekannten Pinguinarten im Feld studieren.
Stonehouse heiratete 1955 Sally Clacey. Sie hatten zwei Töchter und einen Sohn.

## Ehrungen und Dedikationsnamen
An Stonehouse erinnern die Namen von Stonehouse Bay und Mount Stonehouse in der Antarktis. 2023 wurde die fossile Pinguinart Petradyptes stonehousei nach ihm benannt.

## Schriften
- Falkland Islands Dependencies Survey. Scientific Reports No. 6. The Emperor Penguin Aptenodytes forsteri Gray [part one]: breeding behaviour and development, 1953
- Falkland Islands Dependencies Survey. Scientific Reports No. 14. The Brown Skua, Catharacta skua lonnbergi (Mathews) of South Georgia, 1956
- Falkland Islands Dependencies Survey. Scientific Reports No. 23. The King Penguin Aptenodytes patagonica of South Georgia: breeding behaviour and development, 1957
- Wideawake Island – The story of the B.O.U. Centenary Expedition to Ascension, 1960
- Birds of the New Zealand Shore, 1968
- The World of Animals: Penguins, 1968 (deutsch: Die Welt der Tiere: Pinguine, 1968, Übersetzung von Hans Utschick)
- Animals of the Arctic: The Ecology of the Far North, 1971
- Animals of the Antarctic: The Ecology of the Far South, 1972
- Young Animals: The Search for Independent Life, 1973
- A Closer Look at Plant Life, 1977
- mit Christopher M. Perrins (Hrsg.) Evolutionary Ecology, 1977
- mit Desmond Gilmore (Hrsg.) The Biology of Marsupials, 1977
- Animal Marking: Recognition Marking of Animal Research, 1978
- Monica Borner: Orang Utan: Orphans of the Forest, 1979
- Saving the Animals: The World Wildlife Fund Book of Conservation, 1981
- Biological Husbandry: A Scientific Approach to Organic Farming, 1981
- The Aerofilms Book of Britain from the Air, 1982
- mit T. W. Freeman: Philip’s Illustrated Atlas of the World, 1985
- Sea Mammals of the World, 1985
- North Pole, South Pole: A Guide to the Ecology and Resources of the Arctic and Antarctic, 1990
- mit Colin M. Harris: Antarctica and global climatic change, 1991
- mit Rosemary Burton, Richard Cavendish: Journeys of the Great Explorers: 30 Famous Voyages of Global Exploration Brought Vividly to Life, 1992
- mit John Francis (Illustrator): Camouflage, 1999 (deutsch: Tarnungskünstler hautnah, 2000)
- The Last Continent: Discovering Antarctica, 2000
- Predators, 2000 (deutsch: Raubtiere hautnah, Übersetzung von Claudia Theis-Passaro)
- Nature Unfolds the Poles, 2000
- Growing Up Alone, 2001
- The Truth about Animal Intelligence, 2002
- The Truth about Animal Senses, 2002
- mit John Francis (Illustrator): The Secret Life of Farmland and Field Animals, 2002 (deutsch: Tiere in unseren Feldern und Wiesen, Übersetzung von Heike John)
- mit John Francis (Illustrator): The Secret Life of Woodland Animals, 2002 (deutsch: Tiere in unseren Wäldern)
- mit John Francis (Illustrator): The Secret Life of Garden Animals, 2002 (deutsch: Tiere in unseren Gärten, Übersetzung von Feryal Kanbay)
- mit John Francis (Illustrator): The Secret Life of Pond, Stream and Marsh Animals, 2003 (deutsch: Tiere an unseren Flüssen und Seen, Übersetzung von Feryal Kanbay)
- mit Esther Bertram: The Truth about Animal Communication, 2003
- Antarctica From South America, 2006
- mit John Snyder: Polar Tourism: An Environmental Perspective (Aspects of Tourism), 2010